# Rudolph Schulze
Pour les articles homonymes, voir Schulze.
Rudolph Schulze, né le 18 novembre 1918 à Chemnitz et mort le 26 novembre 1996 à Zepernick, est un homme politique est-allemand, membre du CDU-Est. Député à la Chambre du peuple, il est, de 1963 à 1989, ministre des Postes et des Télécommunications au sein du gouvernement de la RDA. Il est aussi président de la Chambre de commerce et d'industrie.